# Calamane
 Calamane  (en occitano Calamana) es una población y comuna francesa, situada en la región de Mediodía-Pirineos, departamento del Lot, en el distrito de Cahors y cantón de Catus.

## Demografía
| 168 | 155 | 188 | 243 | 294 | 384 |
| Para los censos de 1962 a 1999 la población legal corresponde a la población sin duplicidades (Fuente: INSEE [Consultar]) |     |     |     |     |     |